# Elevador da Nazaré

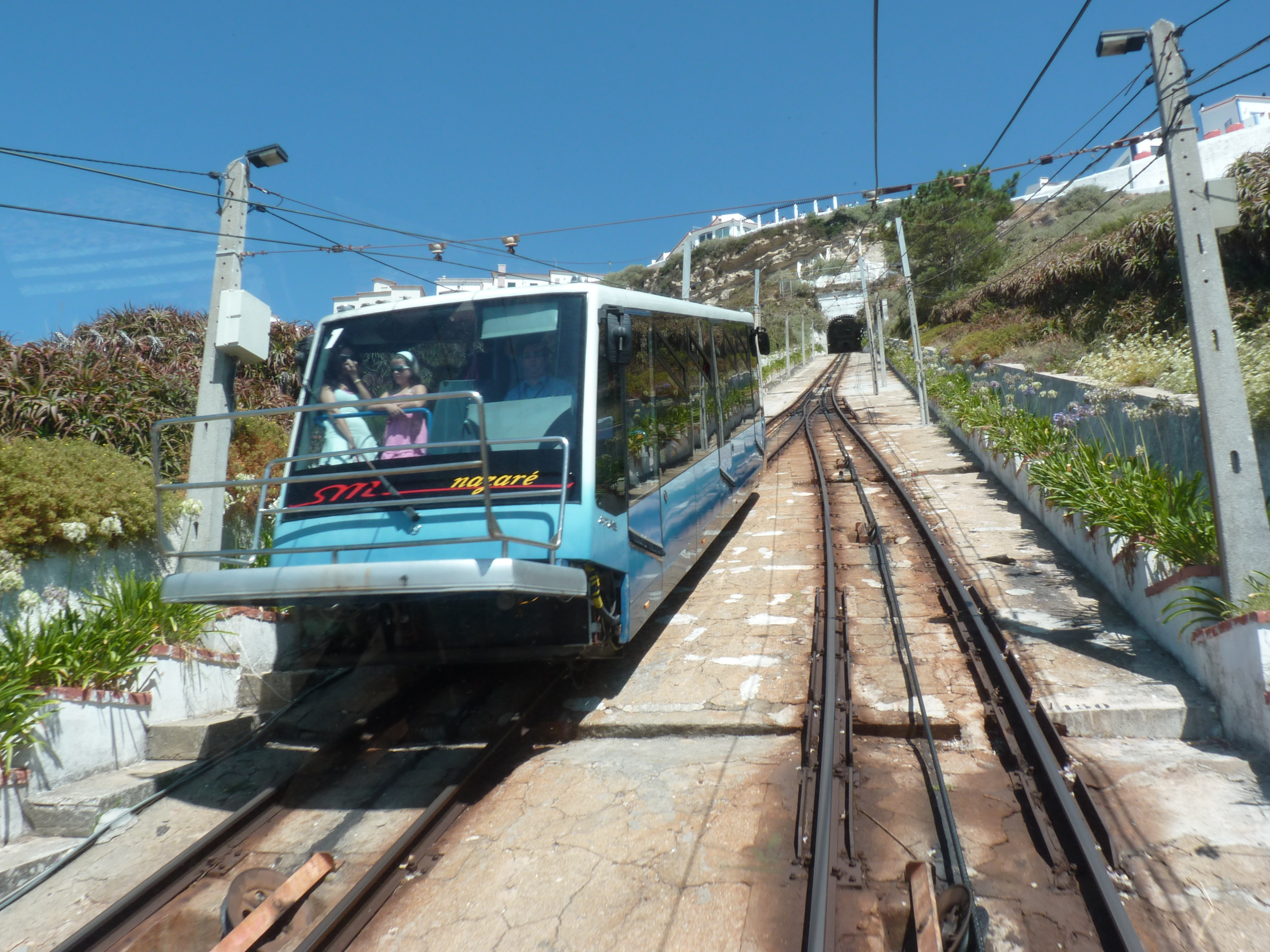
Cabina poente sobre o cruzamento.

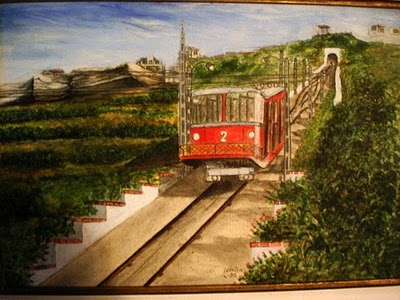
Cabina à chegada, década de 1920.

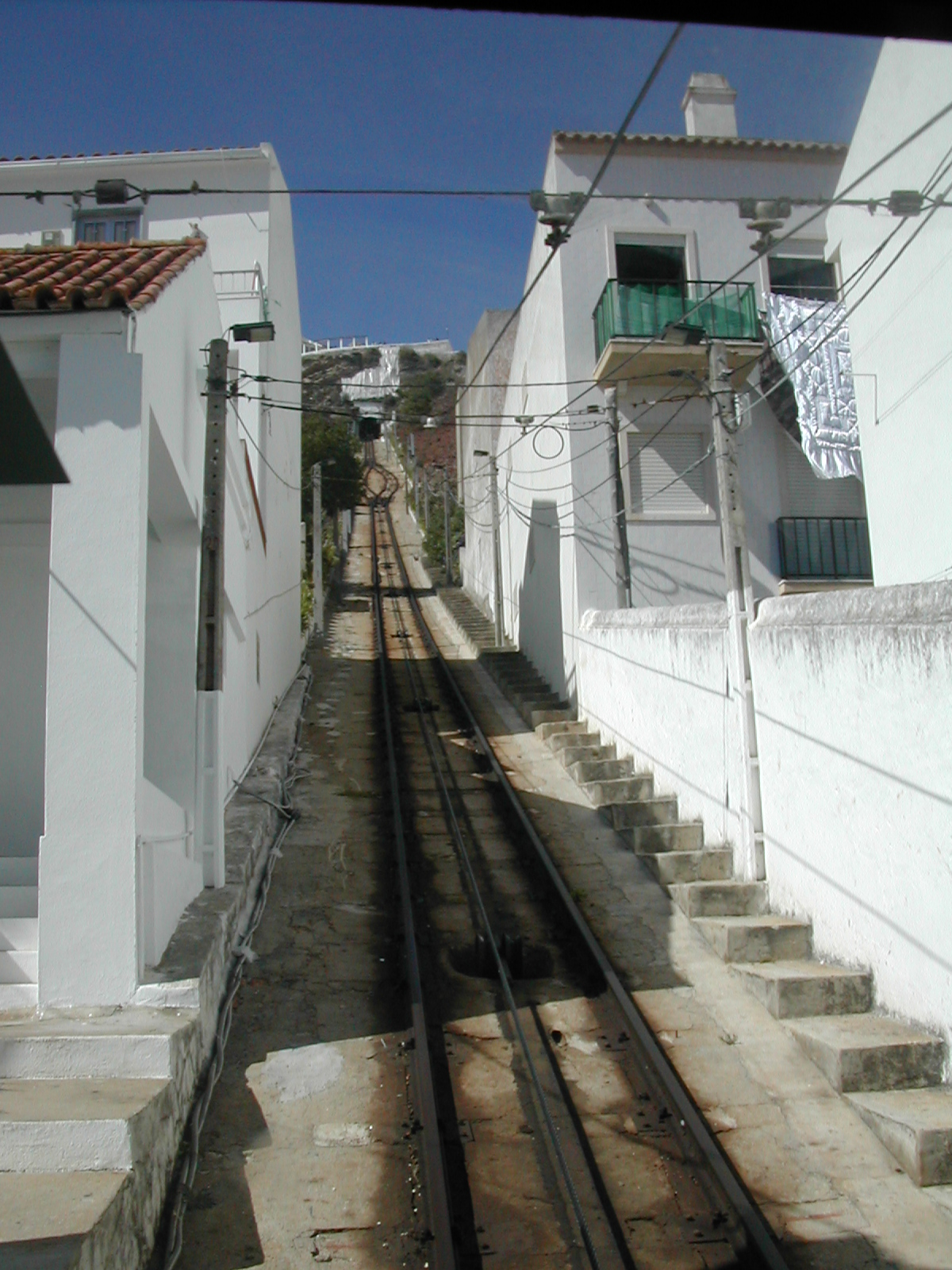
Aspecto da via.

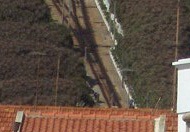
Aspecto da via, vista de longe: bifurcação inferior.

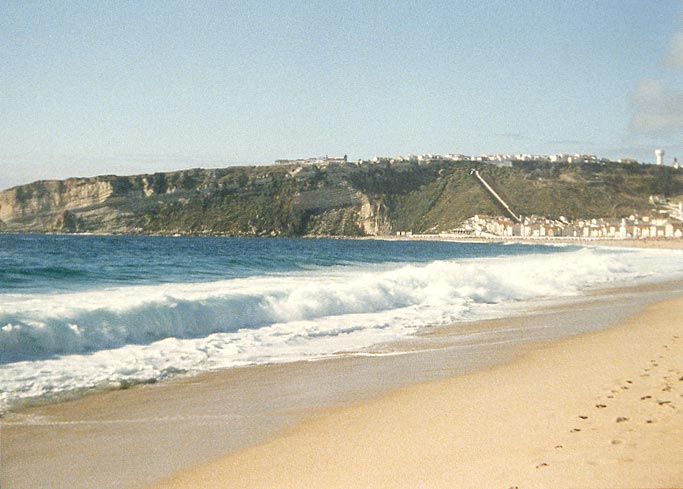
Enquadramento: Praia da Nazaré.

O Elevador da Nazaré é um funicular localizado na Nazaré, em Portugal. É explorado pela Câmara Municipal da Nazaré e liga o centro da vila, a Praia da Nazaré, ao Sítio da Nazaré. É um dos transportes deste tipo com maior tráfego em Portugal, atingindo um milhão de passageiros por ano. Efetua cada viagem em 15 minutos, ao preço de 2,00 € (criança) e 2,50 € (adulto).

## História
O elevador foi inaugurado a 28 de Julho de 1889, com projecto de Raul Mesnier. Originalmente funcionava a vapor, apenas na época balnear (estando aberto todo o ano já nos anos 1930), com viagens das 06:00 às 21:00 custando entre 0$020 e 0$120. As cabinas tiveram libré vermelha até à renovação de 2002; inicialmente transportavam 60 passageiros.
O funicular da Nazaré foi adquirido em 1924 pela Confraria de Nossa Senhora da Nazaré, gestora do santuário, e em 1932 passou para as mãos da Câmara Municipal, por 398 031$850.
A 15 de Fevereiro de 1963 sofreu o único acidente da sua história, devido à rutura do cabo, de que resultaram dois mortos. Esteve parado cinco anos e reabriu em 1968, funcionando a electricidade e tendo sido dotado de melhores sistemas de segurança com um triplo sistema de travagem.
Entre setembro de 2001 e junho de 2002 esteve fechado para uma remodelação profunda com substituição das cabinas (nova libré azul) e renovação dos terminais.
Em Setembro de 2023, o governo anunciou a construção de um novo funicular na Nazaré, unindo o centro da vila ao Bairro da Perderneira, prevendo-se então que a obra estaria concluída em 2026.

## Características
- Distância: 318 metros (50 em túnel)[3][1]
- Inclinação: 42%[3][1]

Via própria, cercada, de declive constante; cabo a descoberto sobre roldanas.